# Magnolia martinii
Magnolia martinii là một loài thực vật có hoa trong họ Magnoliaceae. Loài này được H.Lév. mô tả khoa học đầu tiên năm 1904.